# Едмунд Лейтон
Едмунд Блер Лейтон (англ. Edmund Blair Leighton, 21 вересня 1852 — 1 вересня 1922) — англійський художник історичних жанрових сцен, що спеціалізувався на Реґенстві і середньовічних темах. Писав у стилі романтизму і прерафаелітизму.

## Біографія
Лейтон був сином художника Чарлза Блера Лейтона. Він навчався в University College School, перш ніж стати студентом Королівської академії мистецтв. Лейтон одружився з Кетрін Неш у 1885 році, вони мали сина і дочку. Він щорічно виставляв свої роботи в Королівській академії з 1878 по 1920 рік.
Лейтон був витонченим майстром, який створював ретельно промальовані, декоративні картини. Він не залишив після себе щоденників і, хоча виставлявся в Академії більше сорока років, ніколи не був її членом або прихильником.

## Роботи
- «Давні часи» (1877)

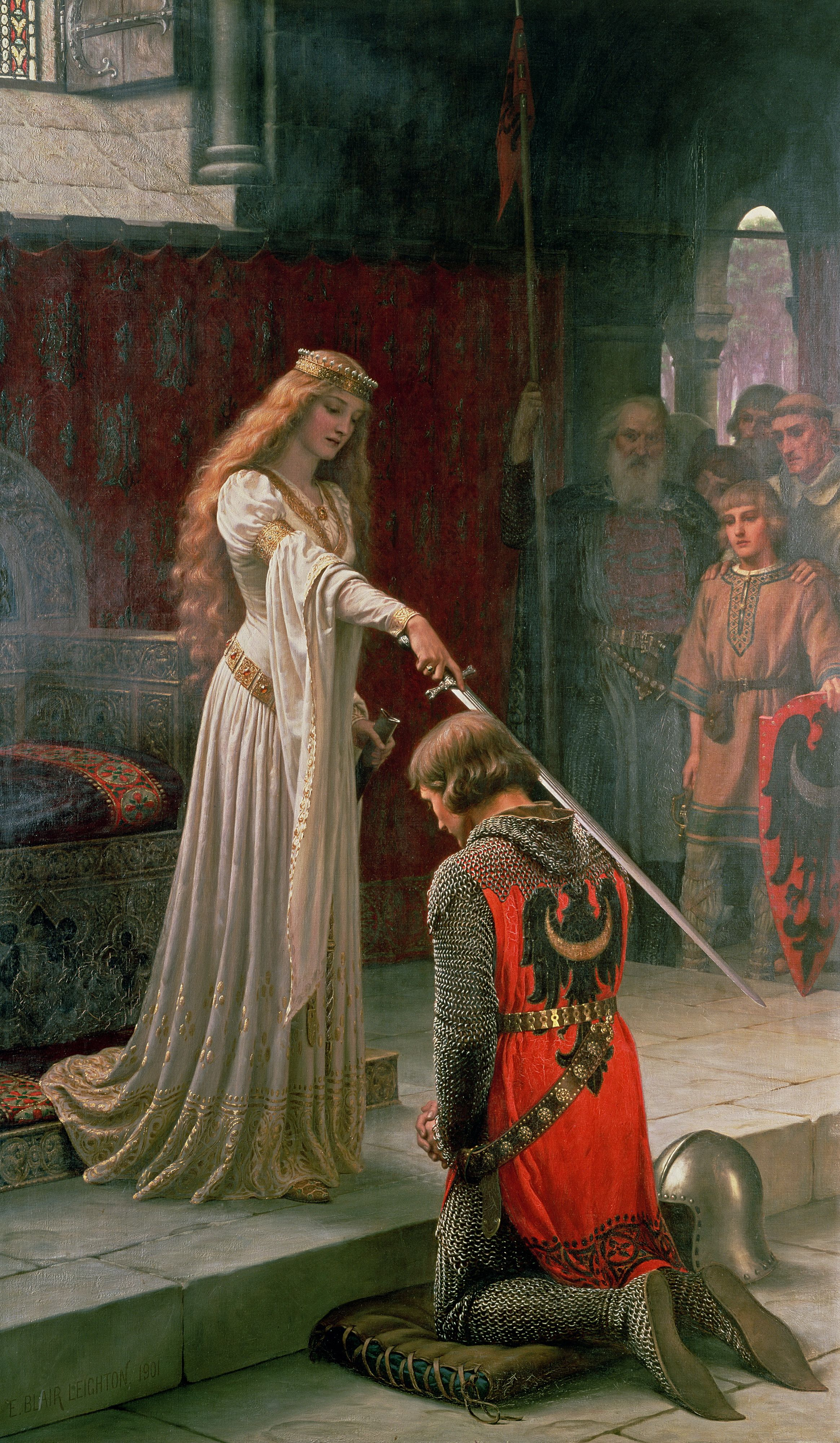
«Акколада» (1901)

- «Доки смерть не розлучить нас» (1878)
- «Вмираючий Коперник» (1880)
- «Un Gage d'Amour» (1881)[2]
- «Абеляр і його учениця Елоїза» (1882)
- «Обов'язок» (1883)
- «Завоювання» (1884)[3]
- «Дружина гладіатора» (1884)
- «Репетиція» (1888)
- «Заклик до зброї» (1888)
- «Вкрадена розмова» (1888)
- «Олівія» (1888)
- «Як Ліза полюбила короля» (1890)
- «Lay thy sweet hand in mine and trust in me» (1891)
- «Леді Годива» (1892)
- «Дві стрічки» (1893)
- «Прощання» (1893)
- «Запущений в життя» (1894)
- «Мій найближчий сусід» (1894)
- «Очікування карети» (1895)
- «Прихильність» (1898)
- «Off» (1899)
- «God Speed!» (1900)
- «На порозі» (1900)
- «Акколада» (1901)
- «Прощання» (1901)
- «Бузок» (1901)
- «Трістан та Ізольда (Кінець пісні)» (1902)
- «Ален Шартьє» (1903)
- «Ribbons and Laces for Very Pretty Faces» (1904)
- «Посвячення» (1908)
- «Тінь» (1909)
- «Ключ» (1909)
- «Пеллеас і Мелізанда» (1910)
- «To the Unknown Land» (1911)
- «Отроцтво Альфреда Великого» (1913)
- «Моя прекрасна леді» (1914)
- «Кльов» (1914)
- «Прибуття» (1916)
- «Весільний марш» (1919)
- «Володар Берлі, Теннісона» (1919)
- «Солодка самотність» (1919)
- «Після служби» (1921)
- «Підписання реєстрації» (не датована)
- «The Fond Farewell» (не датована)
- «Власник маєтку» (не датована)
- «Печаль і пісня» (не датована)
- «Дама в саду»
- «Благодійність Святої Єлизавети Угорської»
- «The Rose's Day»
- «Sweets to the Sweet»
- «Залицяння»
- «Con Amore»
- «The Request»
- «The King and the Beggar-maid»

## Галерея

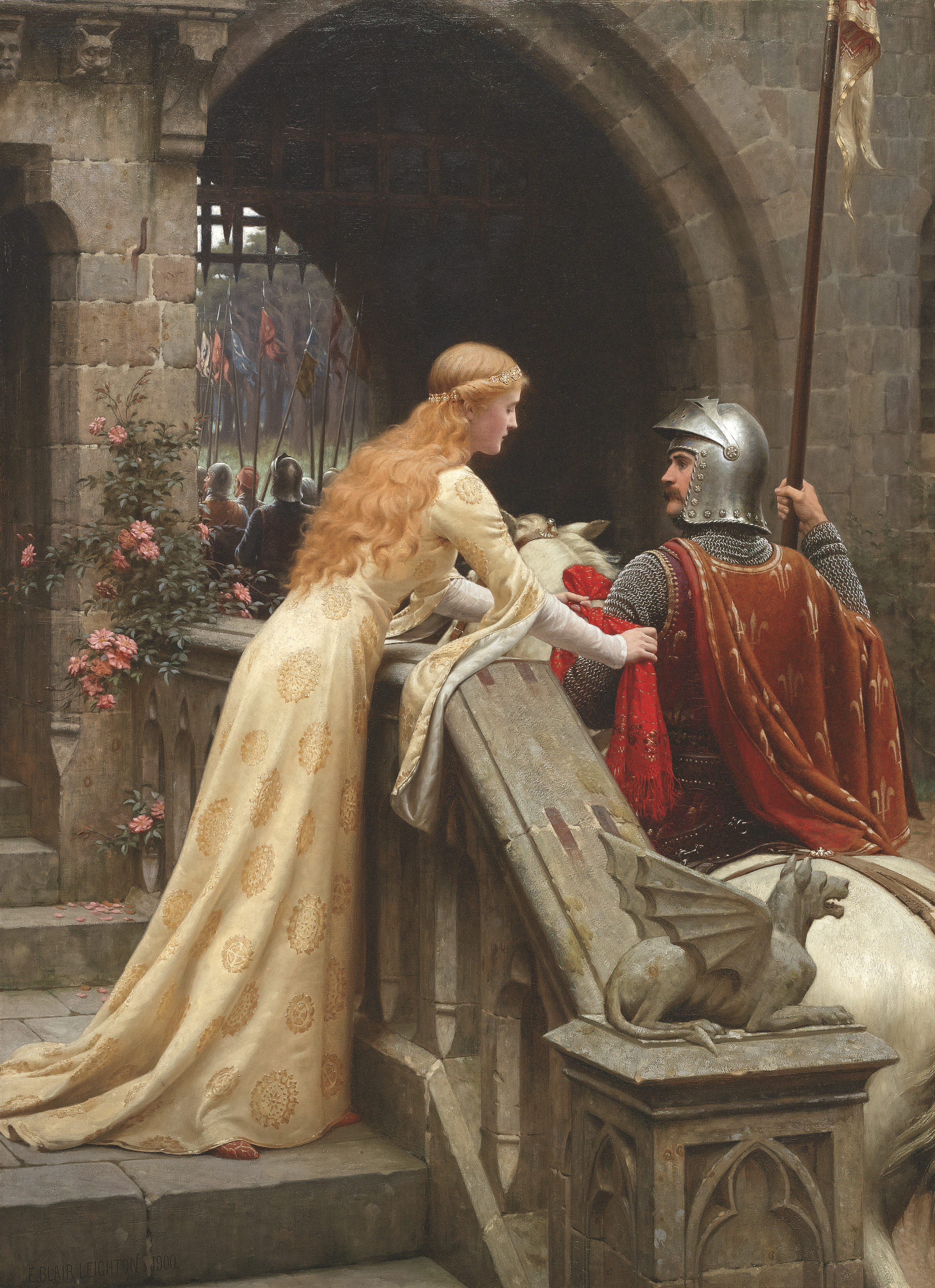
«God Speed!» (1900)
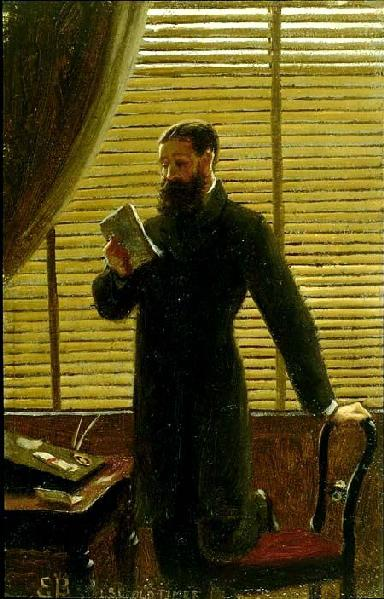
«Давні часи» (1877)
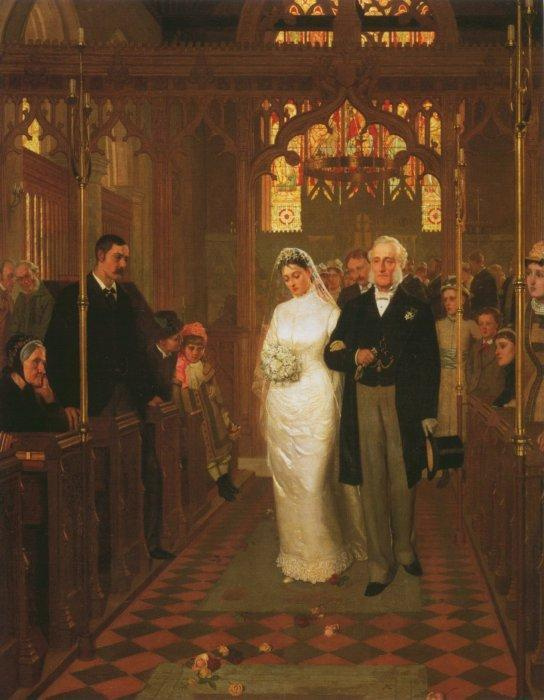
«Доки смерть не розлучить нас» (1878)
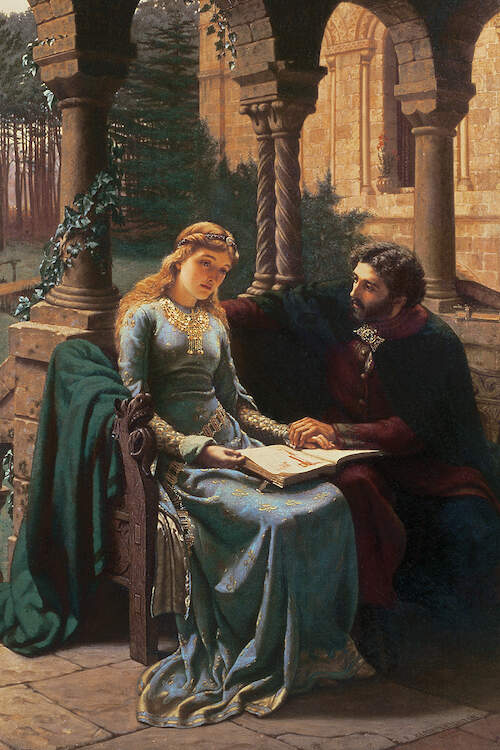
«Абеляр і його учениця Елоїза» (1882)
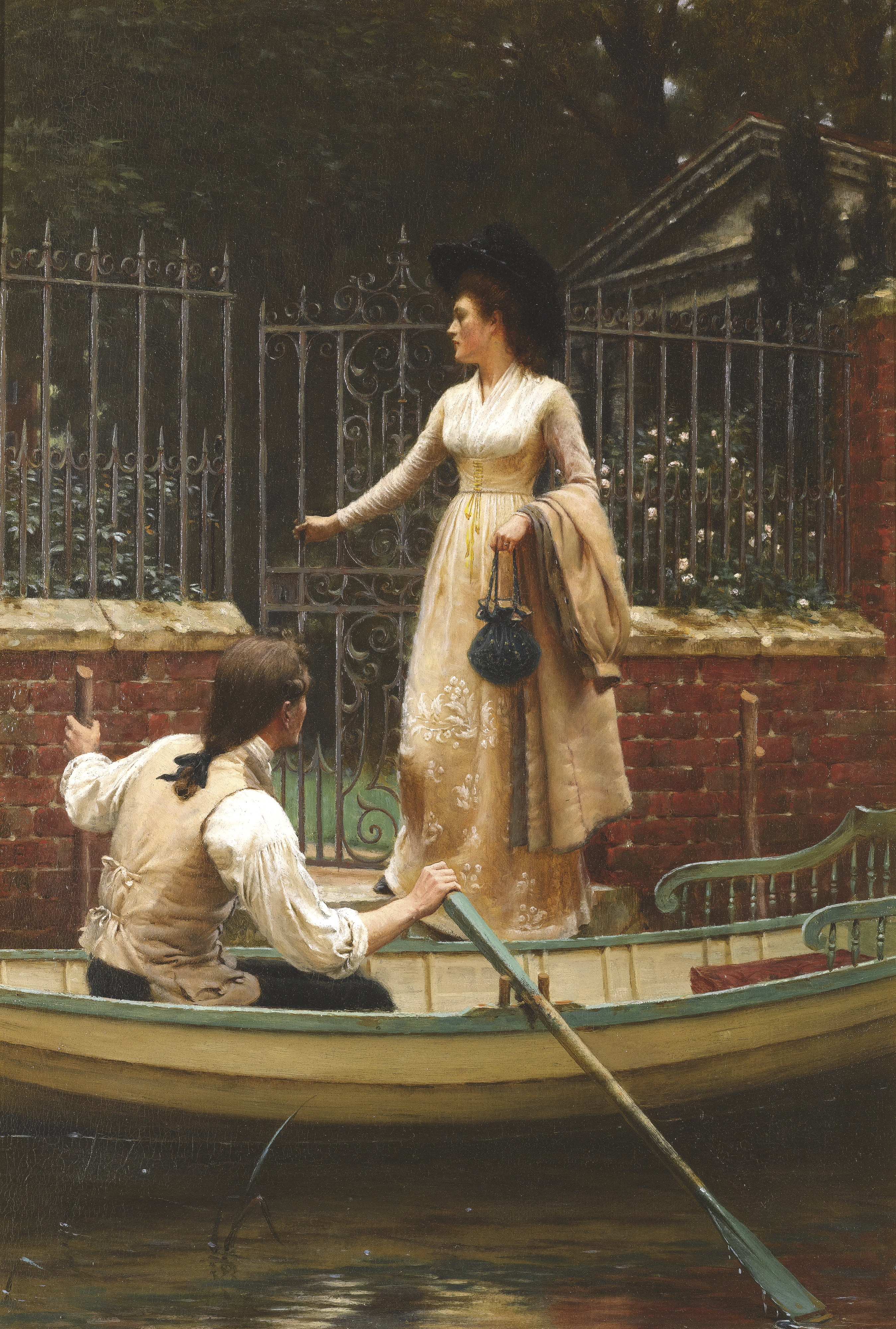
«Таємна втеча»
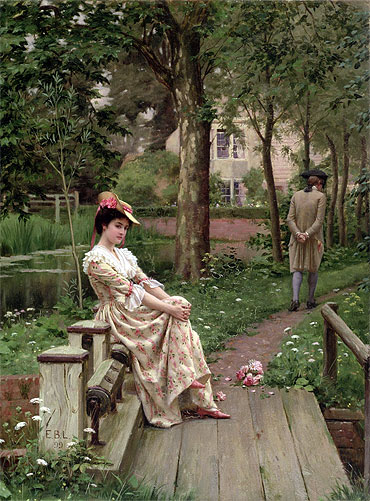
«Off» (1899)
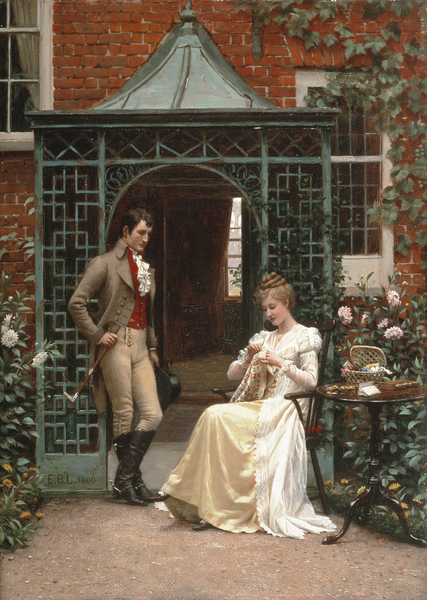
«На порозі» (1900)
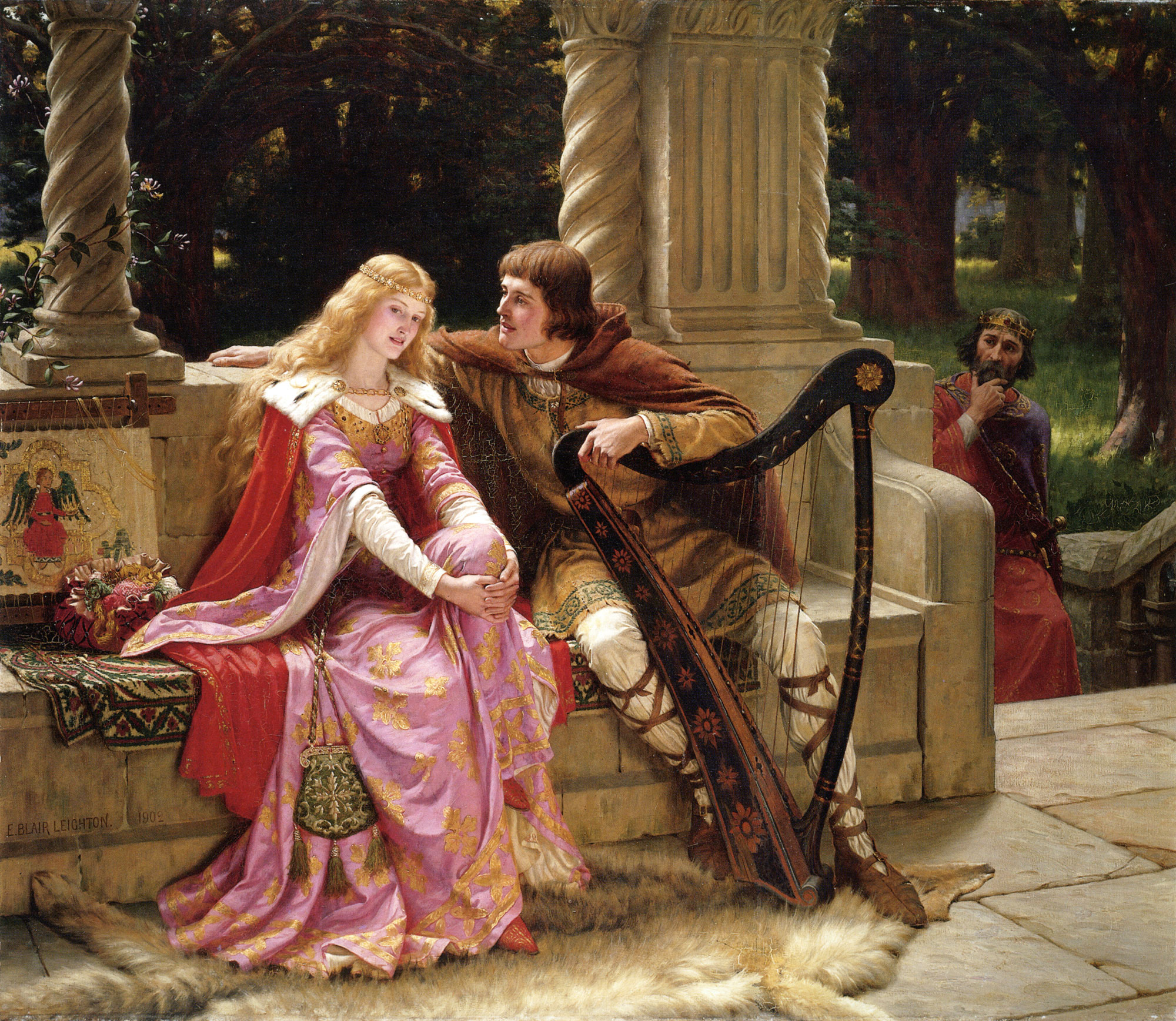
«Трістан та Ізольда» (1902)
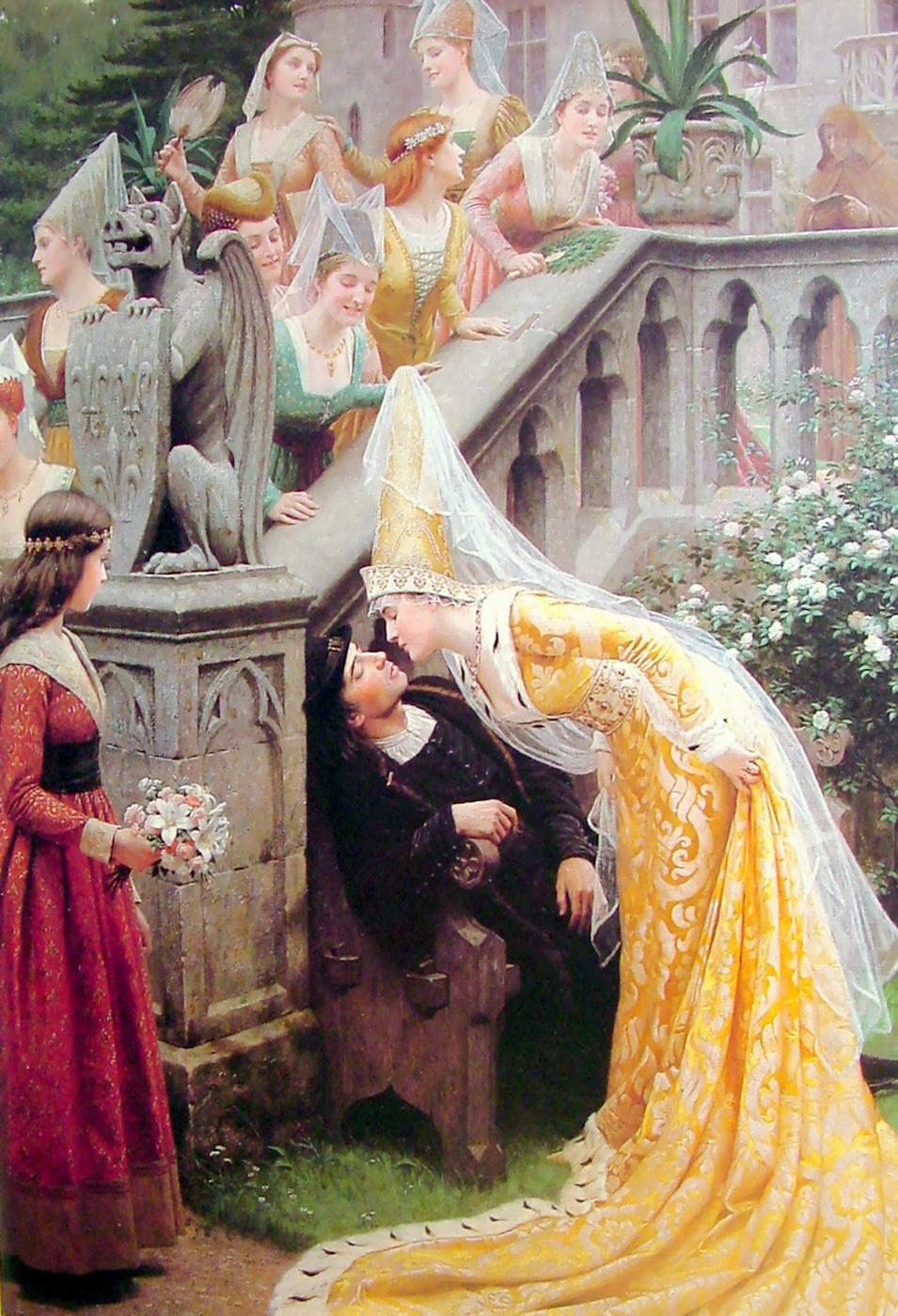
Ален Шартьє (1903)
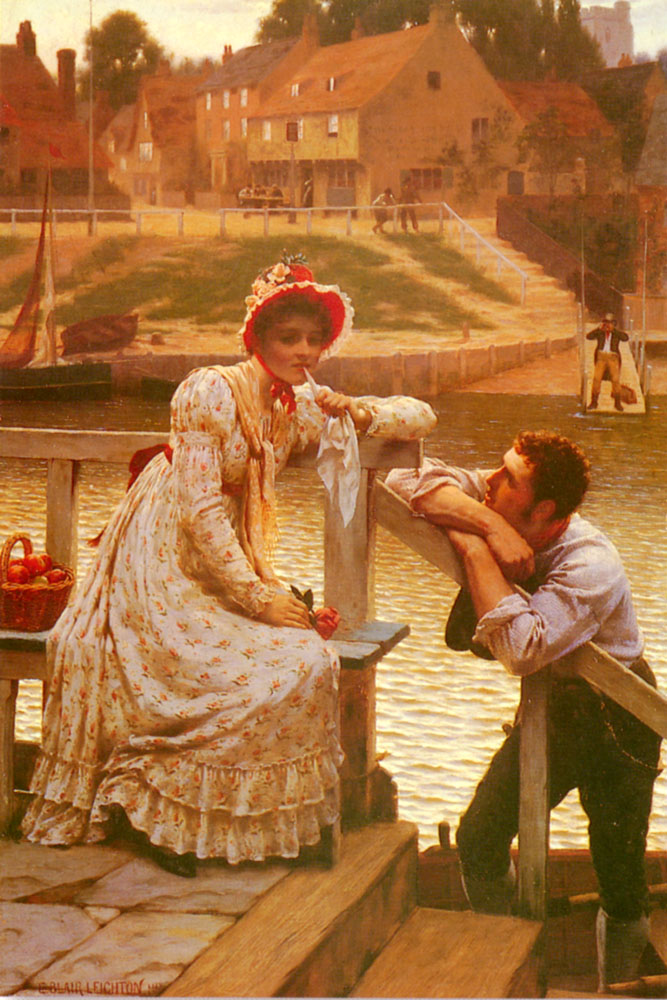
«Залицяння»
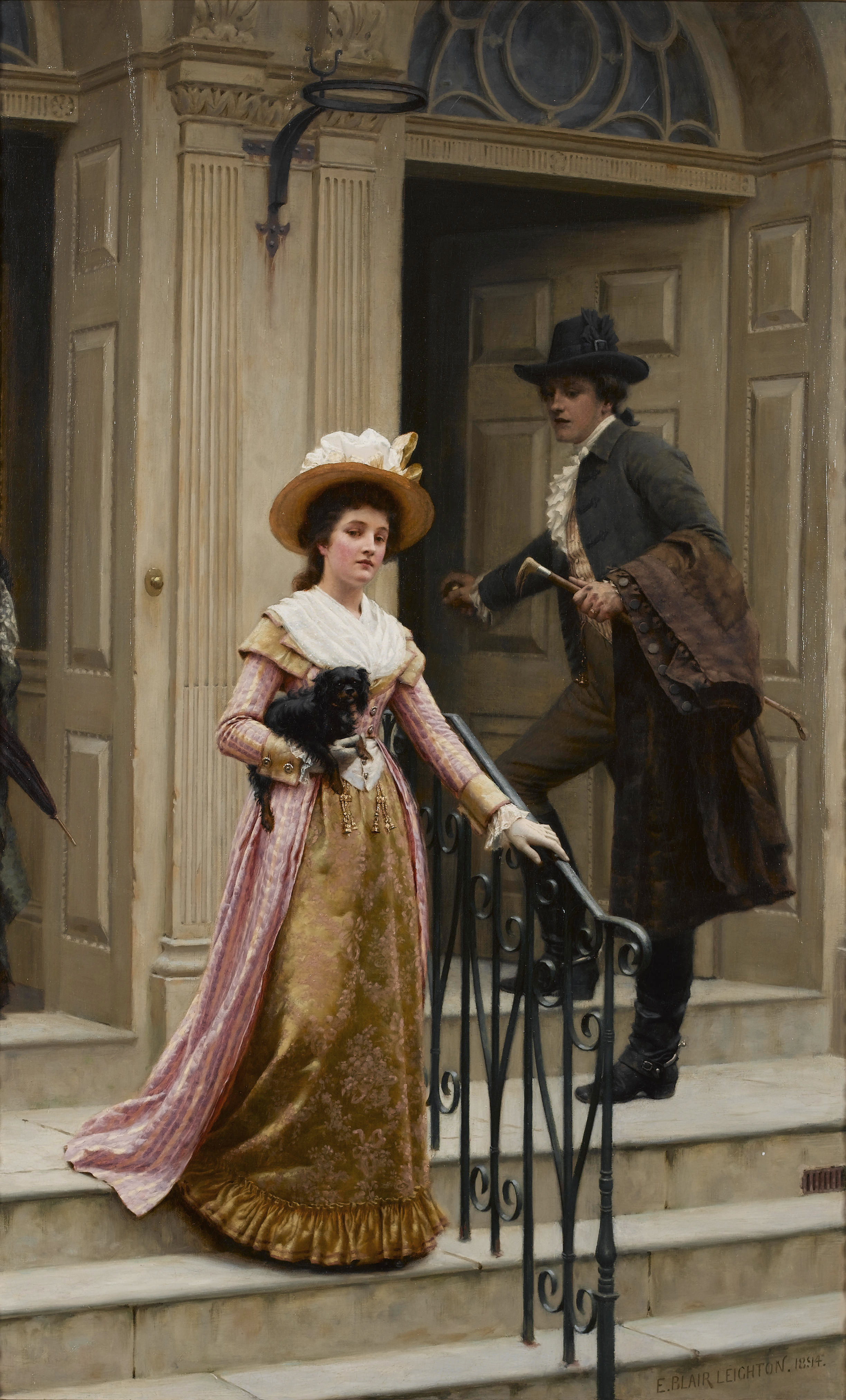
«Мій найближчий сусід» (1894)
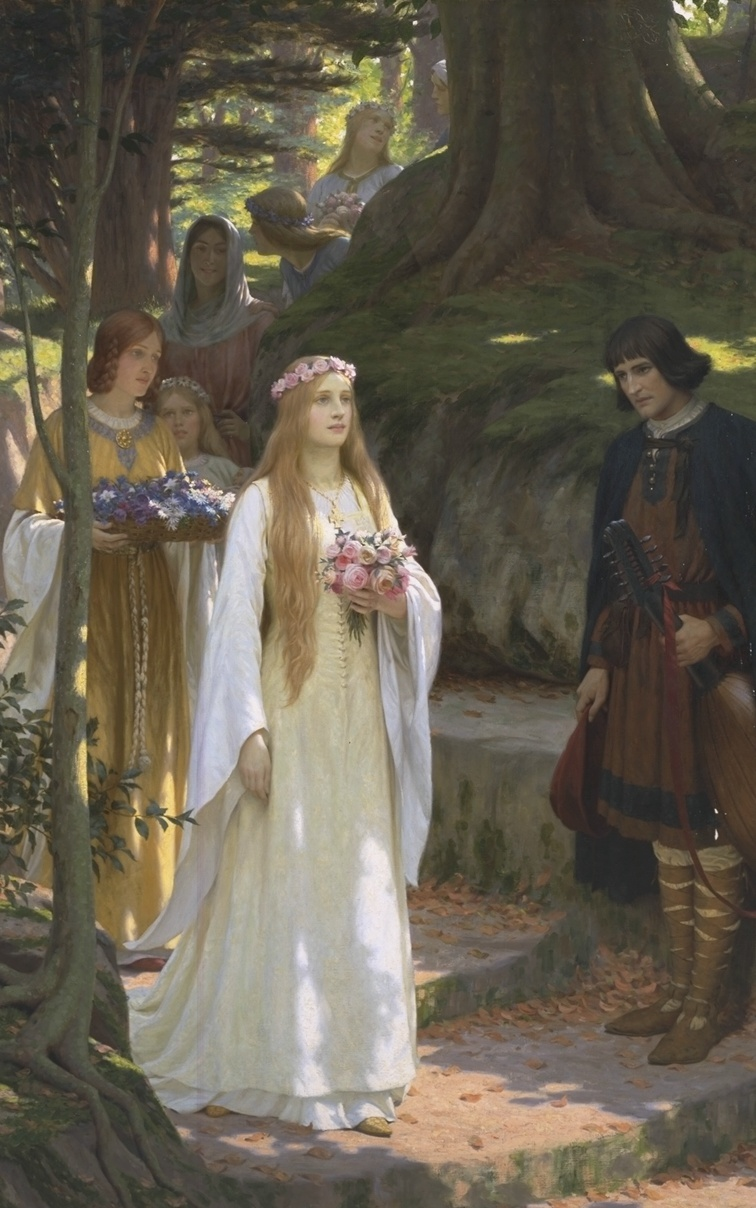
«Моя прекрасна леді» (1914)